# Raketna križarka
Raketna križarka je sodobna križarka, katere glavno oborožitev predstavljajo raketni sistemi.
Sam tip se je pojavil med drugo svetovno vojno, medtem ko je postal prevladujoči tip križark v zadnji četrtini 20. stoletja.